# Moulins-lès-Metz
Moulins-lès-Metz (Duits: Moulins bei Metz) is een gemeente in het Franse departement Moselle (regio Grand Est). Moulins-lès-Metz telde op 1 januari 2022 5.161 inwoners.

## Geschiedenis
De gemeente maakt deel uit van het kanton Woippy in het arrondissement Metz-Campagne tot beide op 22 maart 2015 werden opgeheven. La Maxe werd opgenomen in het nieuwgevormde kanton Coteaux de Moselle, dat onderdeel werd van het eveneens nieuwe arrondissement Metz.

## Geografie
De oppervlakte van Moulins-lès-Metz bedroeg op 1 januari 2022 6,98 vierkante kilometer; de bevolkingsdichtheid was toen 739,4 inwoners per km².

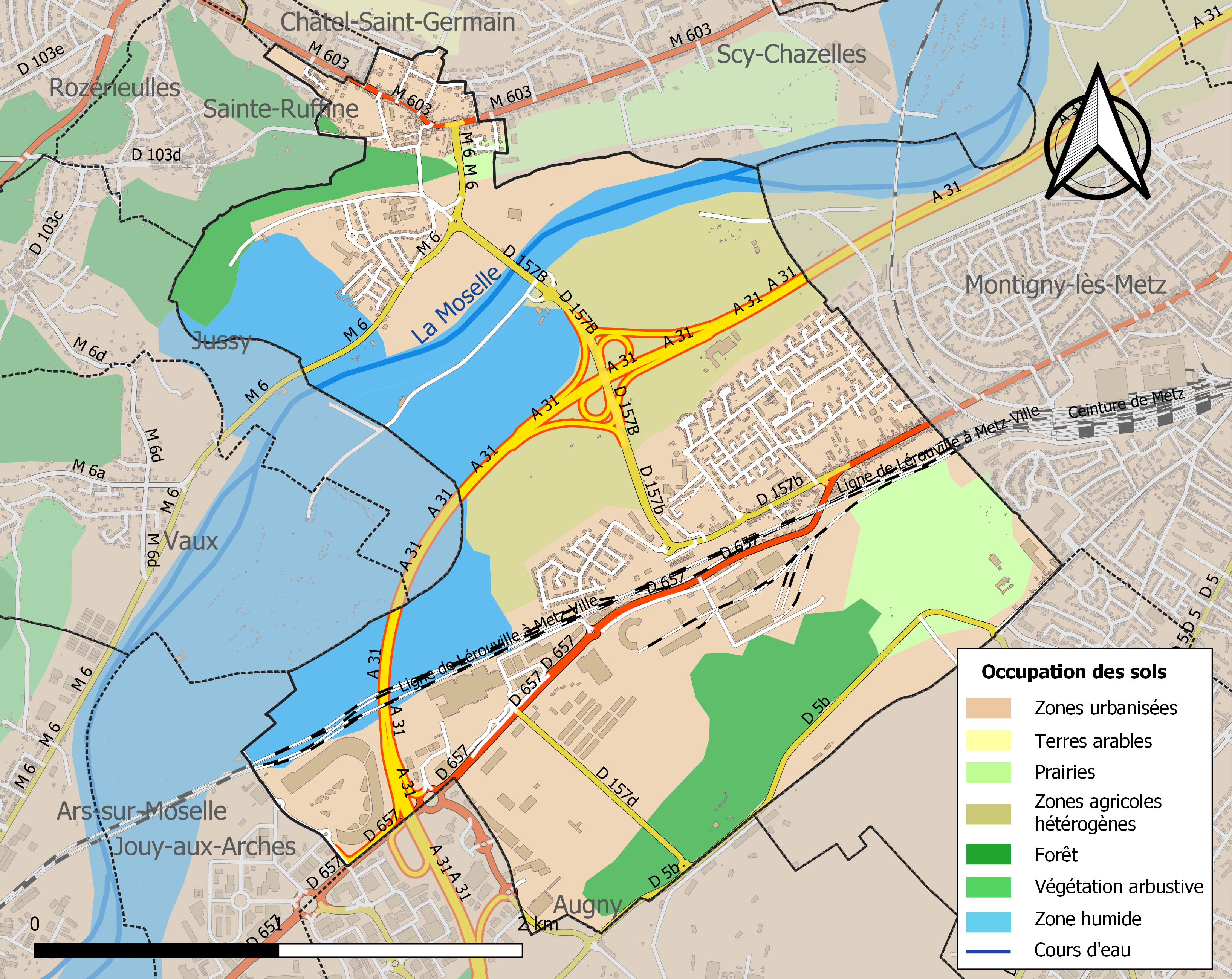
Kaart van de gemeente met de belangrijkste infrastructuur, bodemgebruik en omliggende gemeenten

## Demografie
Onderstaande figuur toont het verloop van het inwonertal (bron: INSEE-tellingen).